# Tetsuyasu Mitani
Tetsuyasu Mitani (japanisch 三谷哲康; * 1926; † 9. August 2004) war ein japanischer Astronom und Entdecker eines Asteroiden.
Ab 1944 war er am Observatorium der Universität Kyōto tätig. 1954 war er Autor der ersten Beobachtung des Kometen 45P/Honda-Mrkos-Pajdušáková bei seinem ersten Perihel nach seiner Entdeckung im Jahr 1948.
Nach ihm ist der Asteroid (3289) Mitani benannt.

## Entdeckte Asteroiden
| Asteroid    | Asteroidentyp            | Entdeckungsdatum | Provisorische Bezeichnung(en)                         |
| ----------- | ------------------------ | ---------------- | ----------------------------------------------------- |
| (1619) Ueta | Innerer Asteroidengürtel | 11. Oktober 1953 | 1953 TA; 1926 RR; 1931 AO; 1940 YJ; 1951 AG1; 1978 GM |